# Uahuka spinifrons
Uahuka spinifrons är en spindelart som beskrevs av Lucien Berland 1935. Uahuka spinifrons ingår i släktet Uahuka och familjen täckvävarspindlar. Inga underarter finns listade i Catalogue of Life.